# Commissie-Juncker
De commissie-Juncker is de Europese Commissie die aantrad op 1 november 2014 als opvolger van de commissie-Barroso II. Het mandaat van de commissie eindigde formeel op 31 oktober 2019, maar omdat op dat moment nog geen nieuwe commissie benoemd was, is het mandaat stilzwijgend verlengd op basis van het principe van institutionele continuïteit. Op 27 november 2019 werd de nieuwe commissie-Von der Leyen goedgekeurd door het Europees Parlement.

## Formatieproces
Bij de Europese Parlementsverkiezingen 2014 was Jean-Claude Juncker geafficheerd als kandidaat voor de Europese Volkspartij om voorzitter van de Europese Commissie te worden. Zijn partij werd in die verkiezingen de grootste fractie in het Europees Parlement, waarna Juncker door de Europese Raad werd voorgedragen als Commissievoorzitter. Op 15 juli 2014 verkoos het Europees Parlement hem voor de functie.
Tibor Navracsics, kandidaat-commissaris voor Hongarije, werd op 1 oktober 2014 door het Europees Parlement gehoord en op 6 oktober 2014 ongeschikt bevonden voor de portefeuille Cultuur, Jongerenzaken en Burgerschap.
Alenka Bratušek, kandidate voor Slovenië werd op 8 oktober 2014 weggestemd door het Europees Parlement. Dit omdat ze enerzijds niet capabel werd geacht om de Europese Energie-unie verder uit te bouwen en anderzijds omdat er in haar eigen land een onderzoek loopt naar mogelijke corruptie bij haar benoeming tot eurocommissaris. Violeta Bulc werd voorgedragen als nieuwe kandidaat voor de commissie, maar kreeg in plaats van de portefeuille Energie-unie de portefeuille Vervoer. De Slowaak Maroš Šefčovič kreeg daardoor de portefeuille Energie-unie en werd tevens voorgedragen als vicevoorzitter.
Juncker voerde enkele wijzigingen in de portefeuilles van verschillende leden door. 
Op 22 oktober 2014 gaf het Europees Parlement zijn goedkeuring aan de commissie.
Op 27 november 2014 overleefde de commissie een  motie van afkeuring, ingediend door Marco Zanni (EVDD) namens de EVDD en niet-fractiegebonden leden. De motie, die was ingegeven door de mogelijke betrokkenheid van president Juncker bij het LuxLeaks-schandaal ten tijde van zijn premierschap, haalde slechts 101 stemmen van de aanwezige 650 parlementariërs, dus lang niet de vereiste tweederdemeerderheid van de uitgebrachte stemmen en meerderheid van het aantal leden.

## Leden
| Portefeuille | Commissaris | Commissaris           | Commissaris                                  | Lidstaat            | Partij                               | Opmerking(en)                                                                          |
| --- | ----------- | --------------------- | -------------------------------------------- | ------------------- | ------------------------------------ | -------------------------------------------------------------------------------------- |
| Voorzitter van de Europese Commissie                                                                                                |             | Jean-Claude Juncker   | Jean-Claude Juncker                          | Luxemburg           | EVP Nationaal: CSV                   |                                                                                        |
| Eerste vicevoorzitter Betere Regelgeving, Interinstitutionele Betrekkingen, Rechtsstatelijkheid en het Handvest van de grondrechten |             | Frans Timmermans      | Frans Timmermans                             | Nederland           | PES Nationaal: PvdA                  |                                                                                        |
| Vicevoorzitter Hoge vertegenwoordiger van de Unie voor Buitenlandse Zaken en Veiligheidsbeleid                                      |             | Federica Mogherini    | Federica Mogherini                           | Italië              | PES Nationaal: PD                    |                                                                                        |
| Begroting en Personeelszaken |             | Kristalina Georgieva  | Kristalina Georgieva (tevens vicevoorzitter) | Bulgarije           | EVP Nationaal: onafhankelijk         | tot 1 januari 2017                                                                     |
| Begroting en Personeelszaken |             | Günther Oettinger     | Günther Oettinger                            | Duitsland           | EVP Nationaal: CDU                   | vanaf 1 januari 2017                                                                   |
| Vicevoorzitter Energie-unie |             | Maroš Šefčovič        | Maroš Šefčovič                               | Slowakije           | PES Nationaal: Smer-SD               |                                                                                        |
| Vicevoorzitter Banen, Groei, Investeringen en Concurrentievermogen                                                                  |             | Jyrki Katainen        | Jyrki Katainen                               | Finland             | EVP Nationaal: Kok                   |                                                                                        |
| Vicevoorzitter Euro en Sociale Dialoog                                                                                              |             | Valdis Dombrovskis    | Valdis Dombrovskis                           | Letland             | EVP Nationaal: V                     |                                                                                        |
| Vicevoorzitter Digitale Eengemaakte Markt                                                                                           |             | Andrus Ansip          | Andrus Ansip                                 | Estland             | ALDE Nationaal: Eesti Reformierakond | tot 2 juli 2019; afgetreden vanwege zijn verkiezing tot lid van het Europees Parlement |
| Vicevoorzitter Digitale Eengemaakte Markt                                                                                           |             | Maroš Šefčovič        | Maroš Šefčovič                               | Slowakije           | PES Nationaal: Smer-SD               | vanaf 2 juli 2019, ad interim                                                          |
| Europees Nabuurschapsbeleid en Uitbreidingsonderhandelingen                                                                         |             | Johannes Hahn         | Johannes Hahn                                | Oostenrijk          | EVP Nationaal: ÖVP                   |                                                                                        |
| Digitale Economie en Samenleving |             | Günther Oettinger     | Günther Oettinger                            | Duitsland           | EVP Nationaal: CDU                   | tot 1 januari 2017                                                                     |
| Digitale Economie en Samenleving |             | Andrus Ansip          | Andrus Ansip                                 | Estland             | ALDE Nationaal: Eesti Reformierakond | vanaf 1 januari 2017 tot 4 juli 2017, ad interim                                       |
| Digitale Economie en Samenleving |             | Marija Gabriel        | Marija Gabriel                               | Bulgarije           | EVP Nationaal: GERB                  | vanaf 4 juli 2017                                                                      |
| Economische en Financiële Zaken, Belastingen en Douane                                                                              |             | Pierre Moscovici      | Pierre Moscovici                             | Frankrijk           | PES Nationaal: PS                    |                                                                                        |
| Financiële Stabiliteit, Financiële Diensten en Kapitaalmarktenunie                                                                  |             | Jonathan Hill         | Jonathan Hill                                | Verenigd Koninkrijk | ECH Nationaal: CP                    | tot 15 juli 2016                                                                       |
| Financiële Stabiliteit, Financiële Diensten en Kapitaalmarktenunie                                                                  |             | Valdis Dombrovskis    | Valdis Dombrovskis                           | Letland             | EVP Nationaal: V                     | vanaf 15 juli 2016                                                                     |
| Gezondheid en Voedselveiligheid |             | Vytenis Andriukaitis  | Vytenis Andriukaitis                         | Litouwen            | PES Nationaal: LSDP                  |                                                                                        |
| Handel |             | Cecilia Malmström     | Cecilia Malmström                            | Zweden              | ALDE Nationaal: L                    |                                                                                        |
| Humanitaire Hulp en Crisisbeheersing                                                                                                |             | Christos Stylianides  | Christos Stylianides                         | Cyprus              | EVP Nationaal: DISY                  |                                                                                        |
| Interne Markt, Industrie, Ondernemerschap, Midden- en Kleinbedrijf                                                                  |             | Elżbieta Bieńkowska   | Elżbieta Bieńkowska                          | Polen               | EVP Nationaal: PO                    |                                                                                        |
| Justitie, Consumentenzaken en Gendergelijkheid                                                                                      |             | Věra Jourová          | Věra Jourová                                 | Tsjechië            | ALDE Nationaal: ANO 2011             |                                                                                        |
| Klimaatactie en Energie |             | Miguel Arias Cañete   | Miguel Arias Cañete                          | Spanje              | EVP Nationaal: PP                    |                                                                                        |
| Landbouw en Plattelandsontwikkeling                                                                                                 |             | Phil Hogan            | Phil Hogan                                   | Ierland             | EVP Nationaal: Fine Gael             |                                                                                        |
| Mededinging |             | Margrethe Vestager    | Margrethe Vestager                           | Denemarken          | ALDE Nationaal: RV                   |                                                                                        |
| Migratie, Binnenlandse Zaken en Burgerschap                                                                                         |             | Dimitris Avramopoulos | Dimitris Avramopoulos                        | Griekenland         | EVP Nationaal: ND                    |                                                                                        |
| Milieu, Maritieme Zaken en Visserij                                                                                                 |             | Karmenu Vella         | Karmenu Vella                                | Malta               | PES Nationaal: PL                    |                                                                                        |
| Onderwijs, Cultuur, Jongerenzaken en Sport                                                                                          |             | Tibor Navracsics      | Tibor Navracsics                             | Hongarije           | EVP Nationaal: Fidesz                |                                                                                        |
| Onderzoek, Wetenschap en Innovatie                                                                                                  |             | Carlos Moedas         | Carlos Moedas                                | Portugal            | EVP Nationaal: PSD                   |                                                                                        |
| Internationale Samenwerking en Ontwikkeling                                                                                         |             | Neven Mimica          | Neven Mimica                                 | Kroatië             | PES Nationaal: SDP                   |                                                                                        |
| Regionaal Beleid |             | Corina Crețu          | Corina Crețu                                 | Roemenië            | PES Nationaal: PSD                   | tot 2 juli 2019; afgetreden vanwege haar verkiezing als lid van het Europees Parlement |
| Regionaal Beleid |             | Johannes Hahn         | Johannes Hahn                                | Oostenrijk          | EVP Nationaal: ÖVP                   | vanaf 2 juli 2019, ad interim                                                          |
| Vervoer |             | Violeta Bulc          | Violeta Bulc                                 | Slovenië            | ALDE Nationaal: SMC                  |                                                                                        |
| Werkgelegenheid, Sociale Zaken, Vaardigheden en Arbeidsmobiliteit                                                                   |             | Marianne Thyssen      | Marianne Thyssen                             | België              | EVP Nationaal: CD&V                  |                                                                                        |
| Veiligheidsunie |             | Julian King           | Julian King                                  | Verenigd Koninkrijk | Onafhankelijk                        | vanaf 19 september 2016                                                                |

## Herschikkingen
Op 25 juni 2016 kondigde de Britse commissaris Jonathan Hill zijn aftreden aan, naar aanleiding van de winst van het brexit-kamp bij het referendum over het EU-lidmaatschap van het Verenigd Koninkrijk. Hill vond dat hij niet 'kan doorgaan als Brits Eurocommissaris en doen alsof er niets gebeurd is'. Zijn ontslag ging in op 15 juli 2016. Zijn portefeuille werd waargenomen door vicevoorzitter Valdis Dombrovskis.
Andrus Ansip en Corina Crețu traden op 2 juli 2019 af als lid van de Commissie. Zij waren bij de Europese Parlementsverkiezingen van mei 2019 tot lid van het Europees Parlement gekozen en gaven er de voorkeur aan hun loopbaan voort te zetten als lid van het parlement. Commissievoorzitter Juncker had al eerder aangegeven dat vacatures die om deze reden zouden ontstaan, niet zouden worden ingevuld maar gedurende het resterende deel van de zittingsperiode zouden worden waargenomen door zittende leden van de Commissie. De Raad ging daarmee niet akkoord, en Estland en Roemenië nomineerden respectievelijk Kadri Simson en Ioan Mircea Pașcu als vervangers. Juncker weigerde ze een eigen portefeuille toe te bedelen. De beide kandidaturen werden later ingetrokken.
Vytenis Andriukaitis · Andrus Ansip (tot 2 juli 2019) · Dimitris Avramopoulos · Elżbieta Bieńkowska · Violeta Bulc · Miguel Arias Cañete  · Corina Crețu (tot 2 juli 2019) · Valdis Dombrovskis  · Marija Gabriel (vanaf 4 juli 2017) · Kristalina Georgieva (tot 1 januari 2017) · Johannes Hahn · Jonathan Hill (tot 15 juli 2016) · Phil Hogan  · Věra Jourová · Jean-Claude Juncker · Jyrki Katainen · Julian King (vanaf 19 september 2016) · Cecilia Malmström · Neven Mimica · Carlos Moedas · Federica Mogherini · Pierre Moscovici · Tibor Navracsics · Günther Oettinger · Maroš Šefčovič · Christos Stylianides · Marianne Thyssen · Frans Timmermans · Karmenu Vella · Margrethe Vestager